# Jahrbuch der Lyrik
Das Jahrbuch der Lyrik ist ein Sammelband für ausgewählte zeitgenössische Gedichte aus dem deutschen Sprachraum.

## Geschichte und Konzeption
Von 1979 bis 2021 gab Christoph Buchwald – zusammen mit einem jeweils wechselnden weiteren Herausgeber – das Jahrbuch der Lyrik heraus, in dem neue Gedichte von bekannten und einer breiteren Leserschaft noch unbekannten Autoren aus dem deutschen Sprachraum vorgestellt und aktuelle Entwicklungen der Lyrik aufgezeigt werden. Die jeweiligen Mitherausgeber sind (mit Ausnahme des Kritikers Michael Braun) Autoren, die mehr oder weniger regelmäßig Gedichte im Jahrbuch der Lyrik veröffentlicht haben. Poetologische Essays, die die Möglichkeiten des zeitgenössischen Gedichts reflektieren, sowie Nachworte der Herausgeber sind ebenfalls enthalten.
Seit 2017 erscheint das Jahrbuch bei Schöffling & Co. Zuvor erschien es alle zwei Jahre bei der Deutschen Verlags-Anstalt, bei Claassen (1979–1981), Luchterhand (1984–1993), C.H.Beck (1995–2004) sowie S. Fischer (2005–2009). 2007 erschien das 25. Jahrbuch der Lyrik, das ausgewählte Gedichte aus den bis dahin veröffentlichten Anthologien versammelt. In 42 Jahren – von 1979 bis 2021 – sind 35 Jahrbücher der Lyrik mit einem Umfang von 115 bis 411 Seiten als Taschenbuch, fest gebundene Ausgabe bzw. Klappenbroschur erschienen, in denen Gedichte von rund 850 Autoren publiziert wurden.
Seit 2022 ist der Literaturwissenschaftler Matthias Kniep ständiger Herausgeber der Lyrikanthologie, in der Tradition des Gründungsherausgebers ebenfalls zusammen mit einem jeweils wechselnden Mitherausgeber. Gemeinsam haben die Herausgeber aus über 6000 Gedichten von Lyrikerinnen und Lyrikern, jungen und älteren, bekannten und unbekannten, ihre Auswahl zusammengestellt. Erstmalig wurde das Verfahren anonymisiert. Die Anthologie will die Bandbreite dessen präsentieren, was in der Dichtung möglich ist.

## Die Editionen
- Matthias Kniep, Karin Fellner (Hrsg.): Jahrbuch der Lyrik 2024/25. Schöffling & Co., Frankfurt am Main 2024, ISBN 978-3-89561-209-1
- Matthias Kniep, Sonja vom Brocke (Hrsg.): Jahrbuch der Lyrik 2023. Schöffling & Co., Frankfurt am Main 2023, ISBN 978-3-89561-504-7
- Matthias Kniep, Nadja Küchenmeister (Hrsg.): Jahrbuch der Lyrik 2022. Schöffling & Co., Frankfurt am Main 2022, ISBN 978-3-89561-503-0
- Christoph Buchwald, Carolin Callies (Hrsg.): Jahrbuch der Lyrik 2021. Schöffling & Co., Frankfurt am Main 2021, ISBN 978-3-89561-502-3
- Christoph Buchwald, Dagmara Kraus (Hrsg.): Jahrbuch der Lyrik 2020. Schöffling & Co., Frankfurt am Main 2020, ISBN 978-3-89561-683-9
- Christoph Buchwald, Mirko Bonné (Hrsg.): Jahrbuch der Lyrik 2019. Schöffling & Co., Frankfurt am Main 2019, ISBN 978-3-89561-682-2
- Christoph Buchwald, Nico Bleutge (Hrsg.): Jahrbuch der Lyrik 2018. Schöffling & Co., Frankfurt am Main 2018, ISBN 978-3-89561-681-5
- Christoph Buchwald, Ulrike Almut Sandig (Hrsg.): Jahrbuch der Lyrik 2017. Schöffling & Co., Frankfurt am Main 2017, ISBN 978-3-89561-680-8
- Christoph Buchwald, Nora Gomringer (Hrsg.): Jahrbuch der Lyrik 2015. Deutsche Verlags-Anstalt, München 2015, ISBN 978-3-421-04612-3.
- Christoph Buchwald, Jan Wagner (Hrsg.): Jahrbuch der Lyrik 2013. Deutsche Verlags-Anstalt, München 2013, ISBN 978-3-421-04573-7.
- Christoph Buchwald, Kathrin Schmidt (Hrsg.): Jahrbuch der Lyrik 2011. Deutsche Verlags-Anstalt, München 2011, ISBN 978-3-421-04507-2.
- Christoph Buchwald, Uljana Wolf (Hrsg.): Jahrbuch der Lyrik 2009. S. Fischer, Frankfurt am Main 2009.
- Christoph Buchwald, Ulf Stolterfoht (Hrsg.): Jahrbuch der Lyrik 2008. S. Fischer, Frankfurt am Main 2008.
- Christoph Buchwald: 25. Jahrbuch der Lyrik. Die schönsten Gedichte aus 25 Jahren. S. Fischer, Frankfurt am Main 2007.
- Christoph Buchwald, Silke Scheuermann (Hrsg.): Jahrbuch der Lyrik 2007. S. Fischer, Frankfurt am Main 2006.
- Christoph Buchwald, Norbert Hummelt (Hrsg.): Jahrbuch der Lyrik 2006. S. Fischer, Frankfurt am Main 2005.
- Christoph Buchwald, Michael Lentz (Hrsg.): Jahrbuch der Lyrik 2005. Verlag C.H. Beck, München 2004.
- Christoph Buchwald, Michael Krüger (Hrsg.): Jahrbuch der Lyrik 2004. C.H. Beck, München 2003.
- Christoph Buchwald, Lutz Seiler (Hrsg.): Jahrbuch der Lyrik 2003. C.H. Beck, München 2002.
- Christoph Buchwald, Adolf Endler (Hrsg.): Jahrbuch der Lyrik 2002. C.H. Beck, München 2001.
- Christoph Buchwald, Ludwig Harig (Hrsg.): Jahrbuch der Lyrik 2001. C.H. Beck, München 2000.
- Christoph Buchwald, Raoul Schrott (Hrsg.): Jahrbuch der Lyrik 1999/2000. Über den Atlas gebeugt. C.H. Beck, München 1999.
- Christoph Buchwald, Marcel Beyer: Jahrbuch der Lyrik 1998/99. Ausreichend lichte Erklärung. C.H. Beck, München 1998.
- Christoph Buchwald, Ror Wolf (Hrsg.): Jahrbuch der Lyrik 1997/98. Gewitter über der Akademie. C.H. Beck, München 1997.
- Christoph Buchwald, Michael Braun und Michael Buselmeier (Hrsg.): Jahrbuch der Lyrik 1996/97. Welt, immer anderswo. C.H. Beck, München 1996.
- Christoph Buchwald, Joachim Sartorius (Hrsg.): Jahrbuch der Lyrik 1995/96. Poesie der Poesie. C.H. Beck, München 1995.
- Christoph Buchwald, Robert Gernhardt (Hrsg.): Jahrbuch der Lyrik 9. Im Übergangsmantel zu singen. Luchterhand Literaturverlag, Hamburg/Zürich 1993.
- Christoph Buchwald, Thomas Rosenlöcher (Hrsg.): Jahrbuch der Lyrik 8. Rückseiten / Ränder. Luchterhand, Hamburg/Zürich 1992.
- Christoph Buchwald, Karl Mickel (Hrsg.): Jahrbuch der Lyrik 1990/91. Grab, Grimm und Trost. Luchterhand, Frankfurt am Main 1990.
- Christoph Buchwald, Rolf Haufs (Hrsg.): Luchterhand Jahrbuch der Lyrik 1989/90. Reste / Schichten. Luchterhand, Frankfurt am Main 1989.
- Christoph Buchwald, Friederike Roth (Hrsg.): Luchterhand Jahrbuch der Lyrik 1988/89. Reifenspuren / Brachpfade. Luchterhand, Darmstadt 1988.
- Christoph Buchwald, Jürgen Becker (Hrsg.): Luchterhand Jahrbuch der Lyrik 1987/88. Bergauf, bergab der gleiche Stein. Luchterhand, Darmstadt/Neuwied 1987.
- Christoph Buchwald, Elke Erb (Hrsg.): Luchterhand Jahrbuch der Lyrik 1986. Jetzt. In unserer Lage. Luchterhand, Darmstadt/Neuwied 1986.
- Christoph Buchwald, Ursula Krechel (Hrsg.): Luchterhand Jahrbuch der Lyrik 1985. Lamento und Gelächter. Luchterhand, Darmstadt/Neuwied 1985.
- Christoph Buchwald, Gregor Laschen (Hrsg.): Luchterhand Jahrbuch der Lyrik 1984. Im Weltriß häuslich. Luchterhand, Darmstadt/Neuwied 1984.
- Christoph Buchwald, Rolf Haufs (Hrsg.): claassen Jahrbuch der Lyrik 3. Zwischen zwei Nächten. Zeichnungen von Gerrit Bekker, claassen, Düsseldorf 1981.
- Christoph Buchwald, Christoph Meckel (Hrsg.): claassen Jahrbuch der Lyrik 2. Das zahnlos geschlagene Wort. Zeichnungen von Oskar Pastior, claassen, Düsseldorf 1980.
- Christoph Buchwald, Harald Hartung (Hrsg.): claassen Jahrbuch der Lyrik 1. Am Rand der Zeit. claassen, Düsseldorf 1979.

## Autoren (Auswahl)
Andreas Altmann, Arnfrid Astel, Jason Bartsch, Nicolas Born, Nora Bossong, Theo Breuer, Yevgeniy Breyger, Helwig Brunner Heinz Czechowski, Carlfriedrich Claus, Anne Dorn, Hugo Dittberner, Tanja Dückers, Oswald Egger, Hans Magnus Enzensberger, Elke Erb, Gerhard Falkner, Federico Federici, Ludwig Fels, Sylvia Geist, Mara Genschel, Robert Gernhardt, Nora-Eugenie Gomringer, Durs Grünbein, Peter Hamm, Kerstin Hensel, Wolfgang Hilbig, Norbert Hummelt, Jayne-Ann Igel, Ernst Jandl, Mathias Jeschke, Adrian Kasnitz, Wulf Kirsten, Thomas Kling, Michael Krüger, Nadja Küchenmeister, Björn Kuhligk, Günter Kunert, Axel Kutsch, Kito Lorenc, Friederike Mayröcker, Christoph Meckel, Franz Mon, Herta Müller, Jürgen Nendza, Helga M. Novak, Brigitte Oleschinski, Hellmuth Opitz, Oskar Pastior, Richard Pietraß, Steffen Popp, Marion Poschmann, Arne Rautenberg, Monika Rinck, Jan Volker Röhnert, Marcus Roloff, Andre Rudolph, Gerhard Rühm, Peter Rühmkorf, Ulrike Almut Sandig, Joachim Sartorius, Walle Sayer, Daniela Seel, Sabine Schiffner, Nathalie Schmid, Jan Skudlarek, Hellmut Seiler, Lutz Seiler, Elvira Steppacher, Jürgen Theobaldy, Christine Thiemt, Hans-Ulrich Treichel, Christian Uetz, Florian Voß, Achim Wagner, Jan Wagner, Peter Waterhouse, Christoph Wenzel, Ron Winkler, Christa Wißkirchen, Henning Ziebritzki.